# Rádio e Televisão de Portugal

Logotyp.

Rádio e Televisão de Portugal, vanligtvis förkortat till RTP, är Portugals public service-radio och television. RTP är medlem i EBU.